# Ophrynia summicola
Ophrynia summicola är en spindelart som beskrevs av Rudy Jocqué och Nikolaj Scharff 1986. Ophrynia summicola ingår i släktet Ophrynia och familjen täckvävarspindlar.
Artens utbredningsområde är Tanzania. Inga underarter finns listade i Catalogue of Life.